# Adam Albert z Neippergu
Adam Albert hrabě z Neippergu (německy Adam Albert Graf von Neipperg, 8. dubna 1775, Vídeň – 22. února 1829, Parma) byl rakouský šlechtic, generál a státník.

## Život
Narodil se do hraběcího rodu Neippergů, který od dob jeho dědečka Wilhelma Reinharda Neipperga sloužil Habsburkům. Jeho otcem byl Leopold Josef Johann Nepomuk, hrabě z Neippergu (1728–1792) a matkou Marie Vilemína z Hatzfeldu a Wildenburgu (1750–1784). Adam Albert byl vychován na Karlově škole ve Stuttgartu a v roce 1790 vstoupil do císařské armády. Roku 1794 byl těžce raněn a přišel o pravé oko. Od roku 1805 bojoval v Itálii. Roku 1809 byl povýšen na generálmajora. V letech 1811–1813 působil jako vyslanec u švédského královského dvora. Roku 1813 se stal polním podmaršálem.
V srpnu 1814 byl pověřen ochranou bývalé císařovny Marie Luisy Rakouské, manželky Napoleona Bonaparte. V té době byl už Napoleon zbaven trůnu a vypovězen na ostrov Elba; rakouská diplomacie chtěla zabránit tomu, aby jej Marie Luisa do vyhnanství následovala (přestože manželství s Napoleonem bylo vynucené, Marie Luisa cítila jako svou povinnost stát při manželovi). Tohoto úkolu se Neipperg zhostil dokonale: s 23letou ex-císařovnou se spřátelil, cestu za manželem jí rozmluvil a posléze (nejpozději po smrti své první ženy) se stal jejím milencem.
Na jaře 1815 se podílel na porážce Napoleonových stoupenců v Itálii, nejprve 1. května porazil neapolské vojsko u Scaporezza a následně zamířil podpořit generála Bianchiho do bitvy u Tolentina, čímž donutil neapolského krále Murata ukončit slibně se vyvíjející bitvu a kvapně ustoupit. Po Muratově porážce se Bianchi s Neippergem zúčastnili okupace jižní Francie. Poté Neipperg odcestoval do Parmy, kterou Vídeňský kongres přiřkl jako odstupné Marii Luise Rakouské. Ta svého milence a pozdějšího manžela Neipperga pověřila správou panství a velením parmských vojenských oddílů.
V roce 1816 císař František I. jmenoval Neipperga tajným radou.

## Manželství
Adam Albert se poprvé oženil v roce 1806 s Teresií, hraběnkou Polovou (2. 4. 1778, Treviso – 23. 4. 1814) pocházející z prastarého hraběcího rodu Polů. Porodila čtyři syny, ale v dubnu 1815 zemřela.
- 1. Alfred, hrabě z Neippergu (26. 1. 1807, Schwaigern, Bádensko-Württembersko – 16. 11. 1865), I. manž. 1835 Giuseppina Grisoni (1808–1837), II. manž. 1840 Marie Württemberská (30. 10. 1816, Stuttgart – 4. 1. 1887, tamtéž)
- 2. Ferdinand, hrabě z Neippergu (1. 11. 1809 – 22. 4. 1843), svobodný a bezdětný
- 3. Gustav, hrabě z Neippergu (10. 9. 1811 – 27. 12. 1850, Stuttgart), svobodný a bezdětný
- 4. Ervín František hrabě z Neippergu (6. 4. 1813, Schwaigern, Bádensko-Württembersko – 2. 3. 1897, tamtéž), I. manž. 1845 Henriette von Waldstein (23. 12. 1823 – 18. 7. 1845), II. manž. 1852 Marie Rosa z Lobkovic (13. 6. 1832, Vídeň – 15. 2. 1905, tamtéž)

Roku 1821 se oženil podruhé, tentokrát s Marií Luisou Habsbursko-Lotrinskou (12. 12. 1791, Vídeň – 17. 12. 1847, Parma), vdovou po císaři Napoleonu Bonaparte. Z tohoto morganatického sňatku vzešel rod pozdějších knížat Montenuovo. Zřejmě již od roku 1815 byl čerstvě ovdovělý Adam Albert milencem Marie Luisy, která mu porodila dvě nemanželské děti:
- 5. Albertinu (1. 5. 1817, Parma – 26. 12. 1867, tamtéž), manž. 1833 Luigi Sanvitale di Fontanellato (8. 11. 1798, Parma – 3. 1. 1876, tamtéž)
- 6. Vilém Albrecht, kníže Montenuovo (8. 8. 1819, Parma – 7. 4. 1895, Vídeň), zemský velitel v Sedmihradsku 1861–1866 a v Českém království 1866–1870, manž. 1850 Juliana Batthyányová (10. 6. 1827, Vídeň – 19. 11. 1871, tamtéž)
- 7. Mathilda (*/† 1822)

Po smrti Napoleona se mohli konečně vzít a jejich třetí dítě, dcera Mathilda již byla legitimní.